# Podilla Chmielnicki
Podilla Chmielnicki (ukr. Атлетичний футбольний клуб «Поділля» Хмельницький, Atłetycznyj Futbolnyj Kłub „Podilla” Chmelnyćkyj) – ukraiński klub piłkarski z siedzibą w Chmielnickim. Założony w roku 1948 jako Dynamo Proskuriw.
Obecnie występuje w rozgrywkach ukraińskiej Perszej-lihi.

## Historia
Chronologia nazw:
- 1948—1954: Dynamo Proskurów (ukr. «Динамо» Проскурів)
- 1954—1975: Dynamo Chmielnicki (ukr. «Динамо» Хмельницький)
- 1975—1978: Chwyla Chmielnicki (ukr. «Хвиля» Хмельницький)
- 1978—1993: Podilla Chmielnicki (ukr. «Поділля» Хмельницький)
- 1993—1994: Nord-AM-Podilla Chmielnicki (ukr. «Норд-АМ-Поділля» Хмельницький)
- 1995—...: Podilla Chmielnicki (ukr. «Поділля» Хмельницький)

Drużyna piłkarska Dynamo w Chmielnickim (do 1954 roku nazywał się Proskuriw) została założona w 1948 roku (niektóre źródła podają 1951 rok). Zespół uczestniczył w rozrywkach piłkarskich byłego ZSRR. Od początku rozrywek w niezależnej Ukrainie klub występował w Pierwszej Lidze. Po sezonie 1996/97 klub spada do Drugiej Lihi.
W 2004 roku odbyła się fuzja z klubem FK Krasiłów dzięki czemu klub uzyskał możliwość występować w Pierwszej Lidze. Po fuzji klub przeniósł się do Chmielnickiego. W sezonie 2006/07 klub ukończył rundę jesienną oraz rozegrał 2 mecze rundy wiosennej. Później miejscowa władza odmówiła finansowania klubu, tak jak klub był prywatną własnością. Wtedy klub przeniósł się do Krasiłowa, zajął 18 miejsce i spadł do Drugiej Lihi. Jednak w następnym sezonie do rozgrywek w Drugiej Lidze przystąpił nowo utworzony Podilla-Chmelnyćkyj Chmielnicki. Klub Podillia Krasiłów ponownie przyjął nazwę FK Krasiłów i występuje w rozgrywkach amatorskich.
W kwietniu 2007 roku w Chmielnickim założono nowy klub Podilla-Chmelnyćkyj Chmielnicki, który 26 czerwca 2007 roku otrzymał status klubu profesjonalnego. Podilla Chmielnicki kontynuował występy na poziomie amatorskim, w 2010 zespół nawet zdobył mistrzostwo obwodu chmielnickiego. W 2014 klub startował w rozgrywkach Amatorskiej ligi.
Latem 2016 klub otrzymał licencję na grę w Drugiej Lidze.

## Sukcesy
- 4 miejsce w Pierwszej Lidze (1 x):

1992

## Trenerzy
- 1948–19??:  Wasyl Serdiukow

...
- 1960–07.1966:  Jewhen Łemeszko
- 07.1966–1966:  Jurij Awanesow

...
- 1968–1970:  Jewhen Łemeszko
- 1971–07.1974:  Borys Usenko
- 07.1974–1974:  Jurij Awanesow
- 1975–04.1976:  Mykoła Kuzniecow
- 23.04.1976–07.1978:  Robert Sarkisow
- 08.1978–07.1980:  Wołodymyr Onyśko
- 08.1980–1980:  Ołeh Wajnberh
- 1981–06.1981:  Wołodymyr Kozerenko
- 06.1981–0?.1982:  Borys Honczarow
- 0?.1982–1982:  Hryhorij Iszczenko
- 1983–07.1984:  Andrij Biba
- 08.1984–1984:  Wołodymyr Kozerenko
- 1985–08.1985:  Wjaczesław Perszyn
- 08.1985–06.1985:  Hryhorij Iszczenko
- 1986–1987:  Isztwan Sekecz
- 1988–06.1989:  Myron Markewicz
- 06.1989–06.1990:  Isztwan Sekecz
- 07.1990–12.1990:  Łeonid Iszczuk i Wołodymyr Kozerenko
- 1991–05.1991:  Wiaczesław Ledowskich
- 05.1991–1991:  Ołeksandr Iszczenko
- 01.1992–06.1992:  Hryhorij Iszczenko
- 07.1992–11.1992:  Jurij Awanesow
- 03.1993–04.1993:  Wiktor Matwijenko
- 05.1993–06.1993:  Jewhen Łemeszko (p.o.)
- 08.1993–0?.1994:  Wołodymyr Wusaty
- 0?.1994–07.1994:  Jurij Awanesow
- 08.1994–11.1994:  Mychajło Duneć
- 03.1994–08.1995:  Wołodymyr Stryżewski
- 08.1995:  Wałentyn Kriaczko (p.o.)
- 08.1995–09.1995:  Myron Markewicz
- 09.1995–11.1995:  Łeonid Łemeszczenko
- 03.1996–09.1996:  Wołodymyr Bułhakow
- 09.1996–11.1996:  Wołodymyr Sendel
- 03.1997–10.1997:  Witalij Kwarciany
- 10.1997–11.1997:  Wałerij Krochan (p.o.)
- 03.1998–06.1999:  Jurij Awanesow
- 08.1999–11.1999:  Bohdan Bławacki
- 03.2000–06.2000:  Witalij Kwarciany
- 06.2000–06.2002:  Wiktor Murawski
- 07.2002–11.2002:  Anatolij Radenko
- 03.2003–05.2004:  Arkadij Batałow
- 05.2004–06.2004:  Wiktor Murawski  (p.o.)
- 07.2004–11.2004:  Mykoła Mandryczenko
- 03.2005–11.2006:  Serhij Kuczerenko
- 03.2007–06.2007:  Zyhmund Wysocki

...
- 2014–2015:  Mykoła Fedorko
- 2016–25.09.2016:  Witalij Bałycki (p.o.)
- 26.09.2016–30.07.2017:  Arkadij Batałow
- 31.07.2017–...:  Witalij Kostyszyn (p.o.)

## Inne
- FK Krasiłów
- Podillia-Chmelnyćkyj Chmielnicki